# دان كيلي (لاعب بوكر)
دان كيلي (بالإنجليزية: Dan Kelly)‏ هو لاعب بوكر أمريكي، ولد في 10 مارس 1989 في فيرفاكس في الولايات المتحدة.